# Promenade (metrostation)
Promenade is een metrostation van de metro van Singapore van de Circle Line en de Downtown Line. Het station ligt in de wijk Downtown Core in het Centraal Gebied (Central Region) van Singapore.